# Tengeri ecset
A tengeri ecset (Sabella pavonina) a soksertéjűek (Polychaeta) osztályának a csőférgek (Canalipalpata) rendjéhez, ezen belül a Sabellidae családjához tartozó faj.

## Elterjedése
A tengeri ecset elterjedési területe a Földközi-tengertől az Atlanti-óceánon keresztül az Északi-tengerig húzódik.

## Megjelenése
A tengeri ecset 60 centiméteres, sötétszürke háza, amely a 25 centiméter nagyságú, számos (akár 600) szelvényből álló testet rejti, szaruszerű anyagból készül, amelyhez finom homok és iszapszemcsék keverednek. A tarka, barna, vörös vagy ibolyaszínű, világosabb szakaszokkal élénkített tapogatókoszórú a szájszelvény két oldalsó, félkör alakú nyúlványából ered. Az állat a csövét merőlegesen ássa be az iszapos homokba vagy hordalékba, csupán a cső végéből áll ki egy darabka a szabad vízbe.

## Életmódja
A tapogatók fésűin található csillók kiválasztják a vízből a lebegő részecskéket, s azokat egy csillósorhoz továbbítják. Itt a táplálékrészecskék nagysága szerint osztályozódnak, és 3 csillós árkon jutnak el a szájüreghez. A durvább részek a kiáramló vízzel kimosódnak, a kisebb darabkák építőanyagként, a parányszervezetek pedig táplálékul szolgálnak.